# Kinderen van Waterland
Kinderen van Waterland was een jeugdserie van de AVRO uit 1990, dat onderdeel uitmaakte van het kindersegment Alles Kits op Nederland 1. De regie was in handen van Ben Sombogaart, producent en scenarist van de serie was Burny Bos. Het betekende ook het debuut van Olivier Tuinier, die later de hoofdrol speelde in speelfilms als Het Zakmes, De Tasjesdief en De kleine blonde dood.
Kinderen van Waterland werd in 1991 genomineerd voor een Gouden Kalf in de categorie “Beste Lange TV-drama” en won de Prix Jeunesse 1992 in de categorie “Fictie tot en met 7 jaar” voor de zevende aflevering. In 2012 verscheen de serie op DVD.

## Verhaal
Vier kinderen uit groep 3 van de basisschool maken na schooltijd van alles mee. Op weg naar huis beleven Ute, Callas, Spijker en Beertje, die in het polderdorpje Waterland in de Zaanstreek wonen, verschillende avonturen. 

## Cast
| Acteur               | Personage        |
| -------------------- | ---------------- |
| Bram Vermeulen       | Verteller        |
| Olivier Tuinier      | Spijker Leemhuis |
| Kees Hulst           | Vader Leemhuis   |
| Victoria Osborn      | Nina Leemhuis    |
| Annet Malherbe       | Moeder Leemhuis  |
| Marjolein de Klerk   | Ute Kloek        |
| Gusta Gerritsen      | Moeder Kloek     |
| Jemima Kate Ritman   | Callas Kramer    |
| Pim Lambeau          | Oma Kramer       |
| Sander Cowie-Charest | Beertje van Veen |
| Yvonne Ristie        | Juf              |
| Chris Bolczek        | Kapper           |